# Denis Papas
Denis Papastratides, soprannominato Papas (Lione, 15 agosto 1937), è un ex calciatore e allenatore di calcio francese, di ruolo attaccante.

## Carriera

### Giocatore
Prodotto giovanile del Villefranche, è approdato al Grenoble nel 1957. In tre anni ha totalizzato 34 presenze e messo a segno 14 reti, prima di venire ceduto a titolo definitivo all'Olympique Lione. Tuttavia, in un'intera annata non riuscirà mai a scendere in campo, e quindi a fine stagione il suo contratto non sarà rinnovato. Nel 1962 tornerà al Villefranche firmando un contratto da giocatore-allenatore, prima di essere venduto al Louhans-Cuiseaux nel 1968 assumendo lo stesso e identico ruolo. Terminerà la propria carriera calcistica nel 1971.

### Allenatore
Dopo aver lasciato il Louhans-Cuiseaux nel 1971, tornerà nuovamente al Villefranche nelle vesti di tecnico, salvo poi tornare sui suoi passi nel 1976, decidendo di ritornare al Louhans-Cuiseaux. Lascerà il club nel 1985 e, due anni dopo, approderà sulla panchina dell'Olympique Lione. Tornerà ancora una volta al Villefranche nel 1989, per poi annunciare il proprio ritiro definitivo dalle attività calcistiche nel 1998.

## Palmarès

### Giocatore

#### Competizioni nazionali
- Campionato francese di seconda divisione: 1

Grenoble: 1959-1960